# Grethe Weiser
Grethe Weiser, nata Mathilde Ella Dorothea Margarethe Nowka (Hannover, 27 febbraio 1903 – Bad Tölz, 2 ottobre 1970), è stata un'attrice tedesca.

## Filmografia parziale
- Kasernenzauber, regia di Carl Boese (1931)
- Salto mortale, regia di Ewald André Dupont (1931)
- Kind, ich freu' mich auf Dein Kommen, regia di Kurt Gerron e Erich von Neusser (1933)
- Gutgehendes Geschäft zu verkaufen, regia di H.W. Becker - cortometraggio (1933)
- Gretel zieht das große Los, regia di Carl Boese (1933)
- Familie Schimek, regia di E.W. Emo (1935)
- Missione eroica (Eskapade), regia di Erich Waschneck (1936)
- Mia moglie si diverte (Unsere kleine Frau), regia di Paul Verhoeven (1938)
- Sposiamoci ancora... (Ehe in Dosen), regia di Johannes Meyer (1939)
- Ho trovato il mio uomo (Irrtum des Herzens), regia di Bernd Hofmann e Alfred Stöger (1939)
- Hochzeitsreise zu dritt, regia di Hubert Marischka (1939)
- Das Glück wohnt nebenan, regia di Hubert Marischka (1939)
- Sotto la maschera (Verdacht auf Ursula), regia di Karl Heinz Martin (1939)
- Tre ragazze viennesi (Drei tolle Mädels), regia di Giuseppe Fatigati e Hubert Marischka (1242)
- Ein Walzer mit dir, regia di Hubert Marischka (1943)

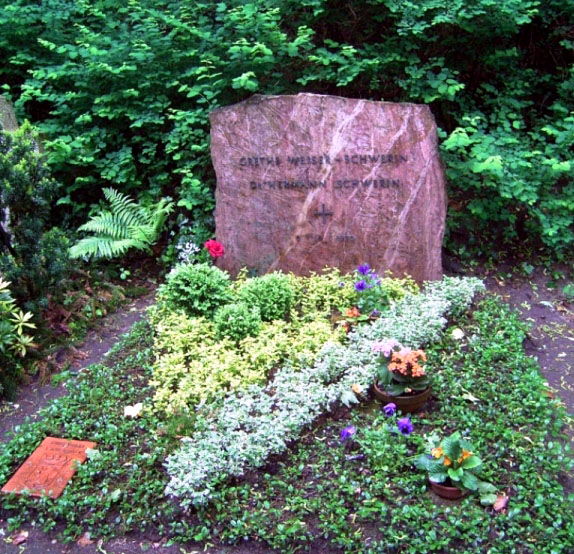
La tomba di Grethe Weiser e di suo marito Hermann Schwerin a Berlino

- Familie Buchholz, regia di Carl Froelich (1944)
- Neigungsehe, regia di Carl Froelich (1944)
- Der Meisterdetektiv, regia di Hubert Marischka (1944)
- Hundstage, regia di Géza von Cziffra (1944)
- La donna che ho sognato (Die Frau meiner Träume), regia di Georg Jacoby (1944)
- Shiva und die Galgenblume, regia di Hans Steinhoff (1945)
- Das alte Lied, regia di Fritz Peter Buch (1945)
- Morgen ist alles besser, regia di Arthur Maria Rabenalt (1948)
- Maja (Die verschleierte Maja), regia di Géza von Cziffra (1951)
- Der Fürst von Pappenheim, regia di Hans Deppe (1952)
- Le mie vacanze (Ferien vom Ich), regia di Hans Deppe (1952)
- Tu sei la rosa del lago di Wörth (Du bist die Rose vom Wörthersee), regia di Hubert Marischka (1952)
- Die Rose von Stambul, regia di Karl Anton (1953)
- Lemkes sel. Witwe, regia di Helmut Weiss (1957)
- Einmal eine grosse Dame sein, regia di Erik Ode (1957)
- Casinò de Paris, regia di André Hunebelle (1957)